# Desmodium michauxii
Desmodium michauxii là một loài thực vật có hoa trong họ Đậu. Loài này được (Vail) Daniels miêu tả khoa học đầu tiên năm 1907.